# Zedaqah

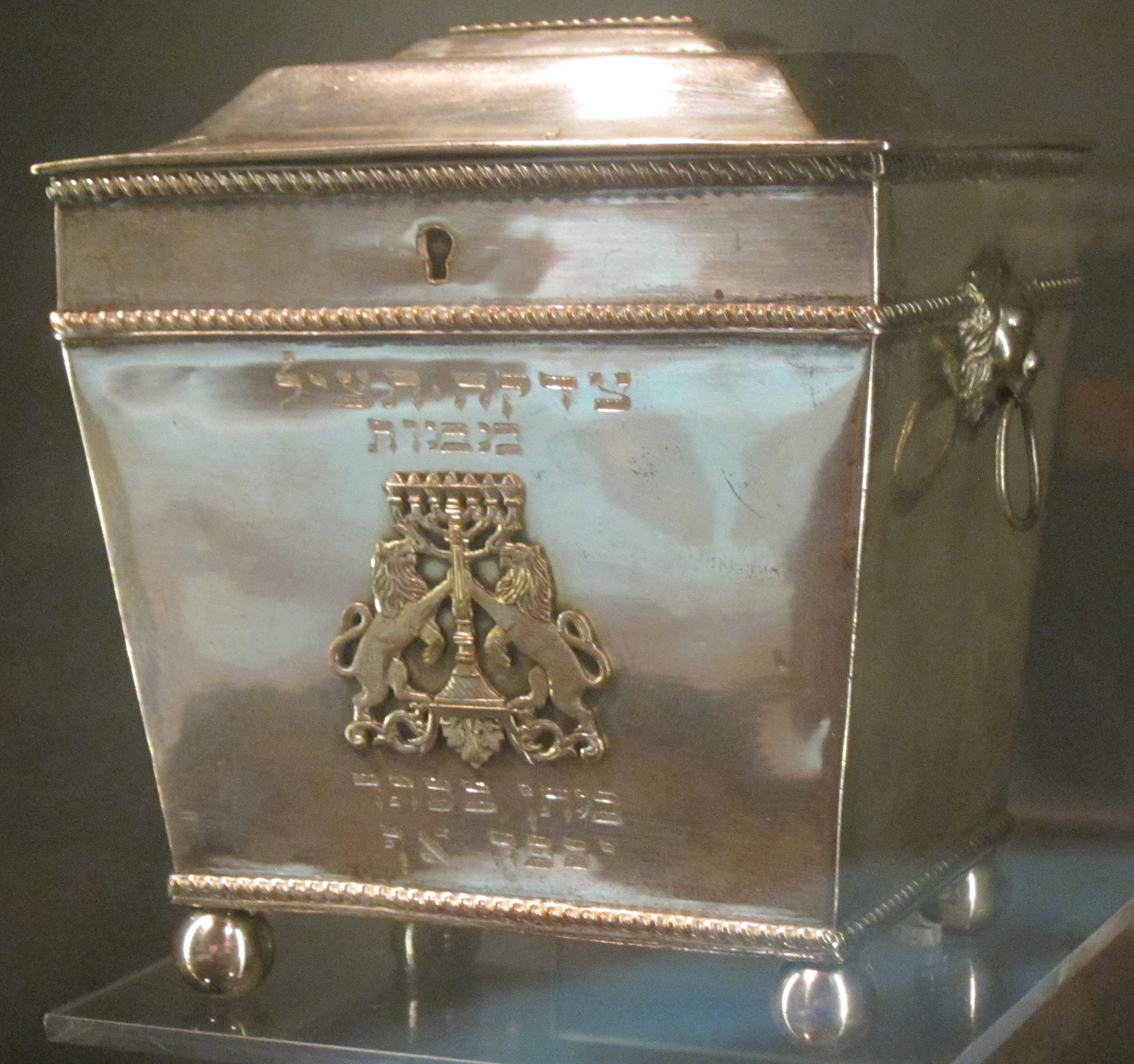
Cofanetto della Tzedakah (carità), Charleston, 1820, argento, National Museum of American Jewish History

Zedaqah, Tzedakah o  Ṣ'daqah (in ebraico צדקה ‎?) è una parola ebraica che letteralmente significa giustizia o rettitudine, ma viene comunemente usata per significare carità, sebbene sia un concetto differente dalla carità perché zedaqah è un obbligo morale e non consiste unicamente nella elargizione di denaro, mentre la carità viene tipicamente interpretata come un'elargizione spontanea di denaro per benevolenza e segno di generosità. Si basa sulla parola ebraica צדק, (Tzedeq) che significa giustizia di Dio, giustizia sociale o semplicemente giustizia, ed è correlata alla parola ebraica zaddiq, che significa "giusto" come aggettivo (o "persona giusta" come sostantivo).
Nell'ebraismo zedaqah si riferisce all'obbligo morale e religioso di fare ciò che è bene e giusto, che per l'ebraismo sono parti importanti della vita spirituale. Maimonide asserisce che, mentre la seconda forma più alta di zedaqah è fare donazioni anonime a favore di destinatari sconosciuti, la forma più alta è fare donazioni, prestiti o società che rendano i destinatari indipendenti invece di vivere chiedendo beneficenza. A differenza della filantropia o carità generica, che sono completamente volontarie, la zedaqah viene vista come un obbligo morale e religioso che deve essere adempiuto indipendentemente dalla propria situazione finanziaria, per un ammontare non inferiore al 10% del proprio reddito, ma mai superiore al 20%. La zedaqah è considerata una delle tre azioni principali che possono annullare un "decreto celeste" sfavorevole. La zedaqah può anche consistere in cessione di beni non materiali come per esempio il proprio tempo o le proprie cure.
Il termine è affine a sadaqah o saddka (in arabo  صدقة ‎?), termine islamico con significato analogo.

## Precedenti nell'Antico Israele
La Bibbia ebraica insegna l'obbligo di aiutare i bisognosi, ma non impiega un unico termine per tale obbligo. Il termine tzedekah appare 157 volte nel Testo Masoretico, tipicamente in relazione alla "rettitudine" di per se stessa, usualmente al singolare, ma a volte al plurale tzedekot, relativamente ad atti di carità. Nel Septuaginta questo veniva a volte tradotto eleemosyne, "elemosina".

## Nella letteratura rabbinica
Nella letteratura rabbinica classica si affermava che le regole bibliche sulle rimanenze si applicavano solo a campi di grano, frutteti e vigne ma non agli orti; gli scrittori rabbinici classici erano molto più severi in merito a chi poteva riceverle. Si affermava che il contadino non poteva beneficiare delle spigolature e non si permetteva di fare discriminazioni tra i poveri, né tentare di spaventarli con cani o leoni; al fattore non era permesso nemmeno di aiutare i poveri a raccogliere le rimanenze. Si sosteneva però che la legge era applicabile solamente in Canaan,, sebbene anche molti scrittori rabbinici classici stabilitisi in Babilonia osservassero tali leggi; si reputava che le regole bibliche si applicassero solo agli indigenti ebrei, ma ne beneficiavano anche non ebrei per amor di pace civica
Maimonide elenca i suoi "Otto Livelli del Dare", come li descrive nella Mishneh Torah, Hilkhot matanot aniyim ("Leggi sul Dare ai Poveri"), Cap. 10:7-14:
1. Dare un prestito ad una persona bisognosa; formare una società con una persona bisognosa; dare una sovvenzione ad una persona bisognosa; trovare un lavoro ad una persona bisognosa; a condizione che prestito, sovvenzione, associazione o lavoro permettano a quella persona di non vivere più dipendendo economicamente unicamente sugli altri.
2. Dare Zedaqah anonimamente tramite una persona (o fondo pubblico) che sia affidabile, saggia e possa compiere atti di Zedaqah con il tuo denaro in modo impeccabile.
3. Dare Zedaqah anonimamente ad un destinatario conosciuto.
4. Dare Zedaqah anonimamente ad un destinatario sconosciuto.
5. Dare Zedaqah prima che te la richiedano.
6. Dare adeguatamente quando te lo richiedono.
7. Dare volontariamente ma inadeguatamente.
8. Dare "con tristezza" - si pensa che Maimonide si riferisse al dare con un senso di tristezza/commiserazione per la condizione dei poveri che si presentano (invece di dare perché è un obbligo religioso dare per pietà).[12]

## In pratica

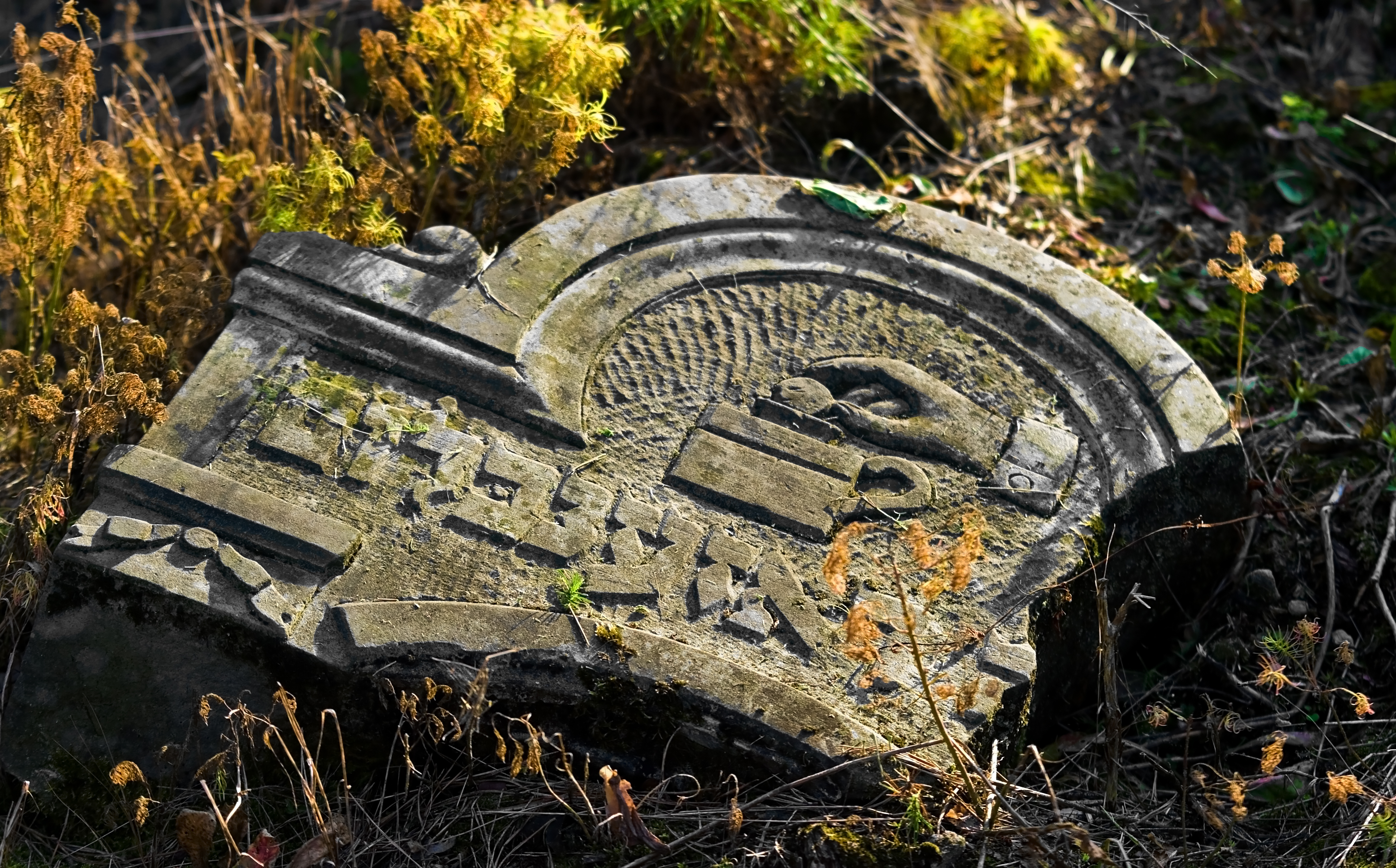
Iscrizione di Zedaqah su una lapide ebraica, cimitero ebraico di Otwock (Polonia)

In pratica, la maggioranza degli ebrei fanno zedaqah donando una porzione del proprio reddito a istituzioni caritatevoli, o a persone indigenti che incontrano; la percezioni tra molti ebrei d'oggi è che se la donazione in questa forma non fosse possibile, l'obbligo di  zedaqah richiede comunque che qualcosa venga donato. Gli ebrei tradizionali (nella fattispecie, ebrei ortodossi e conservatori) comunemente praticano "ma'aser kesafim", cioè la decima (10%) del loro reddito per sostenere chi è in difficoltà.
Atti particolari di zedaqah vengono eseguiti in giorni particolari; ai matrimoni, gli sposi ebrei tradizionali fanno donativi di beneficenza e carità, a simboleggiare il carattere sacro del matrimonio; durante la Pesach (Pasqua), festività importante della tradizione ebraica, è d'uso di invitare stranieri indigenti e dar loro da mangiare ai propri tavoli; durante Purim si considera obbligatorio che ogni ebreo dia cibo ad un'altra persona, e donativi ad almeno due persone povere (Mishloach manot - da Ester 9:22) in una quantità pari ad un pasto ciascuno, con il fine di "aumentare la felicità totale" durante il mese di Adar.
Relativamente alla forma più limitata di zedaqah espressa dalle leggi bibliche, cioè di lasciare le "spigolature" (rimanenze) di certi raccolti, il Shulchan Aruch afferma che durante l'esilio i contadini ebrei non erano obbligati a rispettare tali leggi. Ciononostante, nella odierna Israele, i rabbini dell'ebraismo ortodosso insistono che gli ebrei permettano ai poveri e agli indigenti di consumare le "spigolature", e durante gli anni sabbatici tutti i raccolti (non soltanto le rimanenze) gratuitamente a chiunque li desideri.
Inoltre, i rabbini ammoniscono che si deve stare molto attenti a come offrire denaro per zedaqah. Non è sufficiente donarlo a chiunque o ad una qualsiasi organizzazione, piuttosto si devono controllare le relative credenziali e finanze per essere certi che il denaro zedaqah venga usato saggiamente, efficientemente ed efficacemente: "Non derubare il povero, perché è povero" (Proverbi 22:22). Il Talmud insegna che il denaro zedaqah "non era tuo per cominciare, mentre invece appartiene sempre a Dio, che solo te lo affida cosicché tu possa usarlo appropriatamente. Pertanto è tuo obbligo assicurarti che venga ricevuto da coloro che meritano."

### Ghemilut Chassadim
Ghemilut Chassadim (in ebraico גמילות חסדים‎?), che letteralmente significa “dispensare gentilezza amorevole”, è un valore sociale fondamentale nella vita quotidiana degli ebrei. Rappresenta una mitzvah (precetto) che la persona completa, facendo ghemilut chassadim senza l'anticipazione di ricevere qualcosa in cambio. Non c'è una misura fissa di ghemilut chassadim, per cui gli insegnanti rabbinici spiegano l'importanza di farlo sempre, in ogni momento. Tra gli esempi di ghemilut chassadim si annovera il vestire gli ignudi, nutrire gli affamati, seppellire i defunti e visitare gli ammalati.
(Rabbi Yisrael Meir Kagan, Ahavat Chesed, Introd.)
Il Talmud insegna che ghemilut chassadim è più importante della zedaqah per tre ragioni distinte: la carità può esser fatta solo ai poveri, mentre ghemilut chassadim può esser data sia ai ricchi che ai poveri; la carità può esser fatta solo ai viventi, mentre ghemilut chassadim può essere elargita sia ai viventi che ai defunti (presenziando ad un servizio funebre); inoltre, la carità può esser fatta solo con denaro, mentre ghemilut chassadim può essere compiuta mediante denaro o assistenza.
Il più alto grado di ghemilut chassadim è quello di andare ad un funerale. Ciò è perché i defunti non hanno opportunità futura di ripagare tale gentilezza. Fu Dio che per primo illustrò il significato di seppellire i morti; è scritto nella Torah che "[Dio] seppellì [Mosè] nella valle, nel paese di Moab” (Deuteronomio 34:6). Infine, gli ebrei possono dimostrare la loro fedeltà alle leggi di Dio compiendo atti di ghemilut chassadim.

## Galleria d'immagini

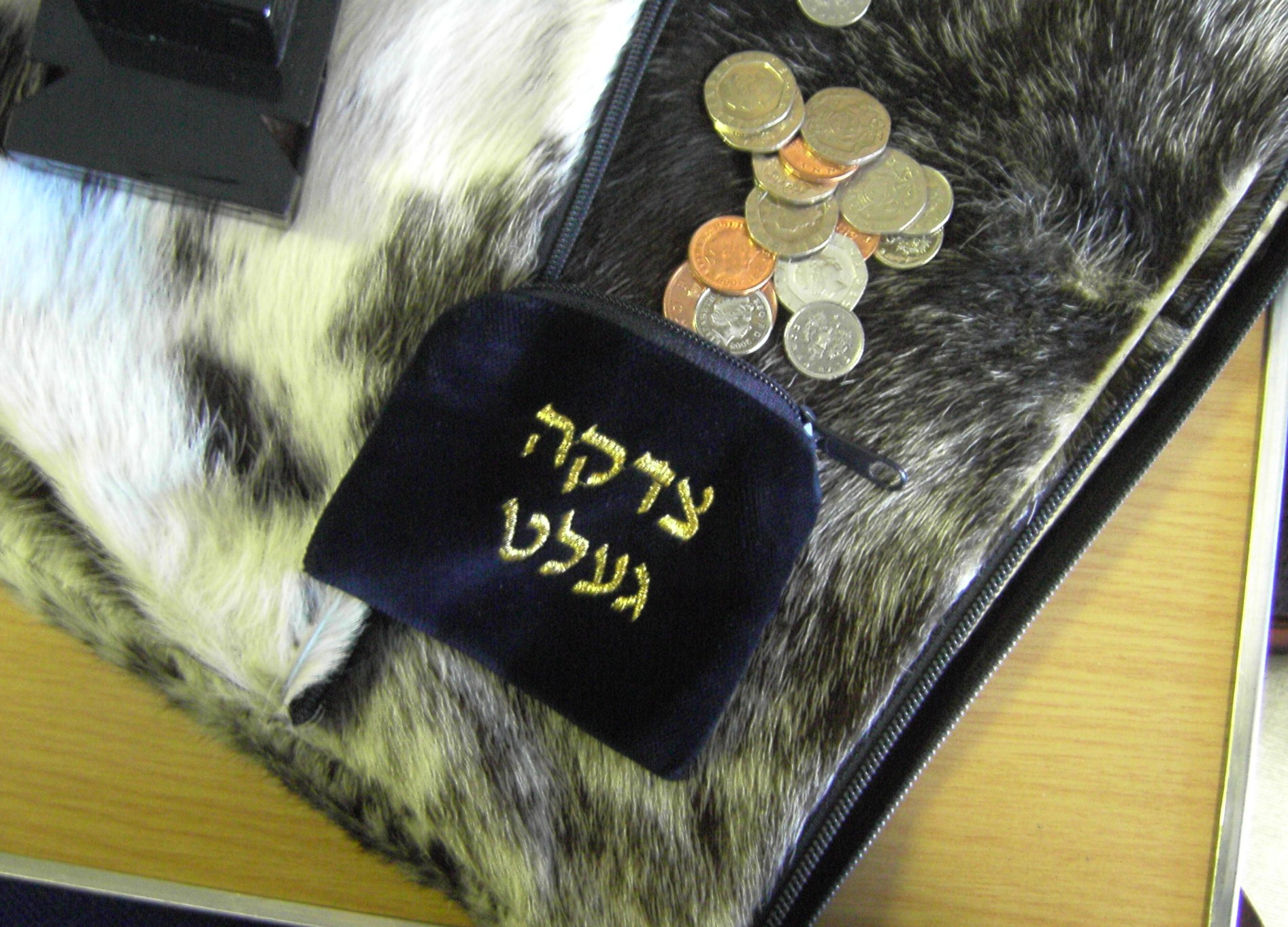
Borsa Zedaqah e monete, su imbottitura di finta pelle.
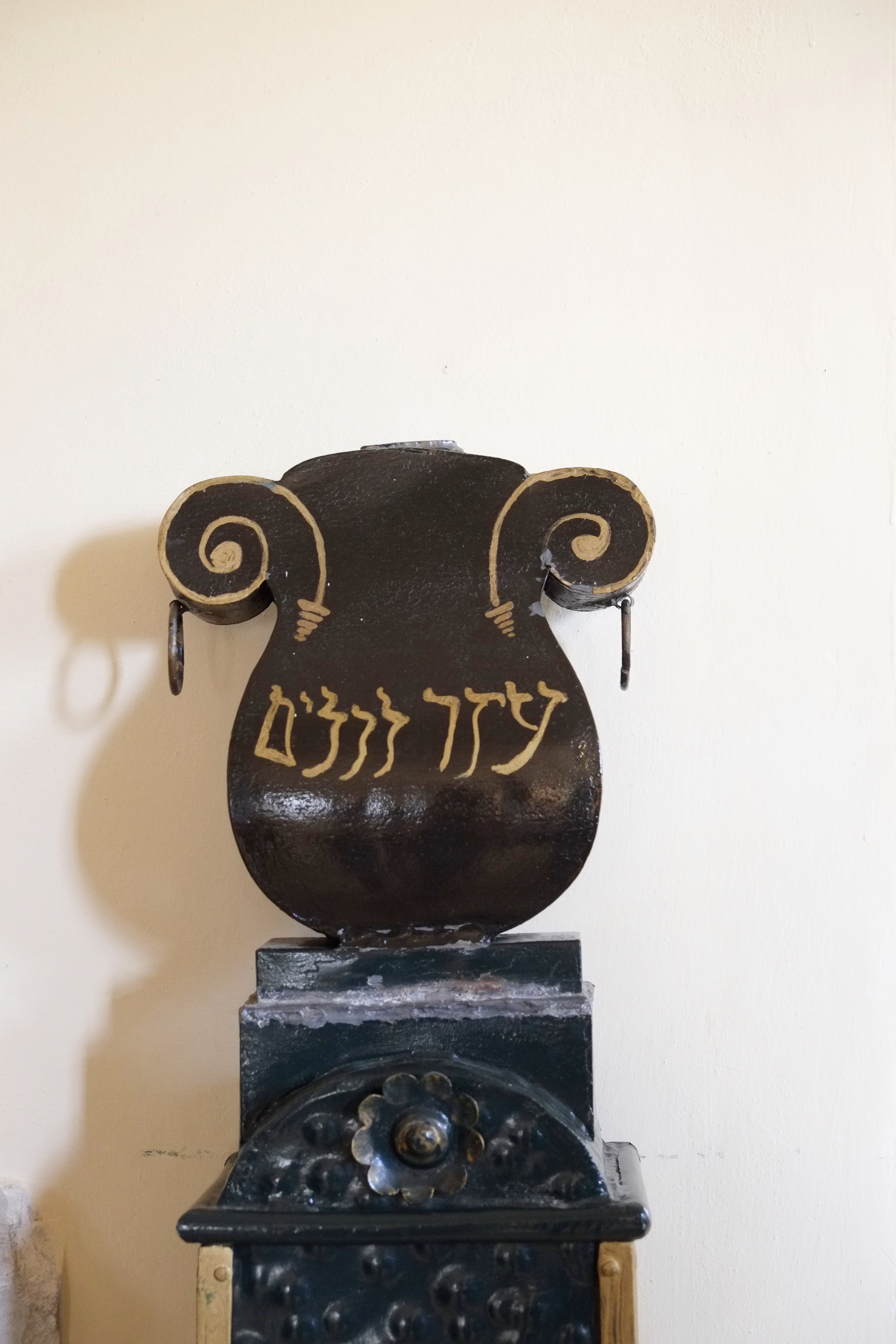
Cassetta Zedaqah della Sinagoga di Oberdorf (Germania).
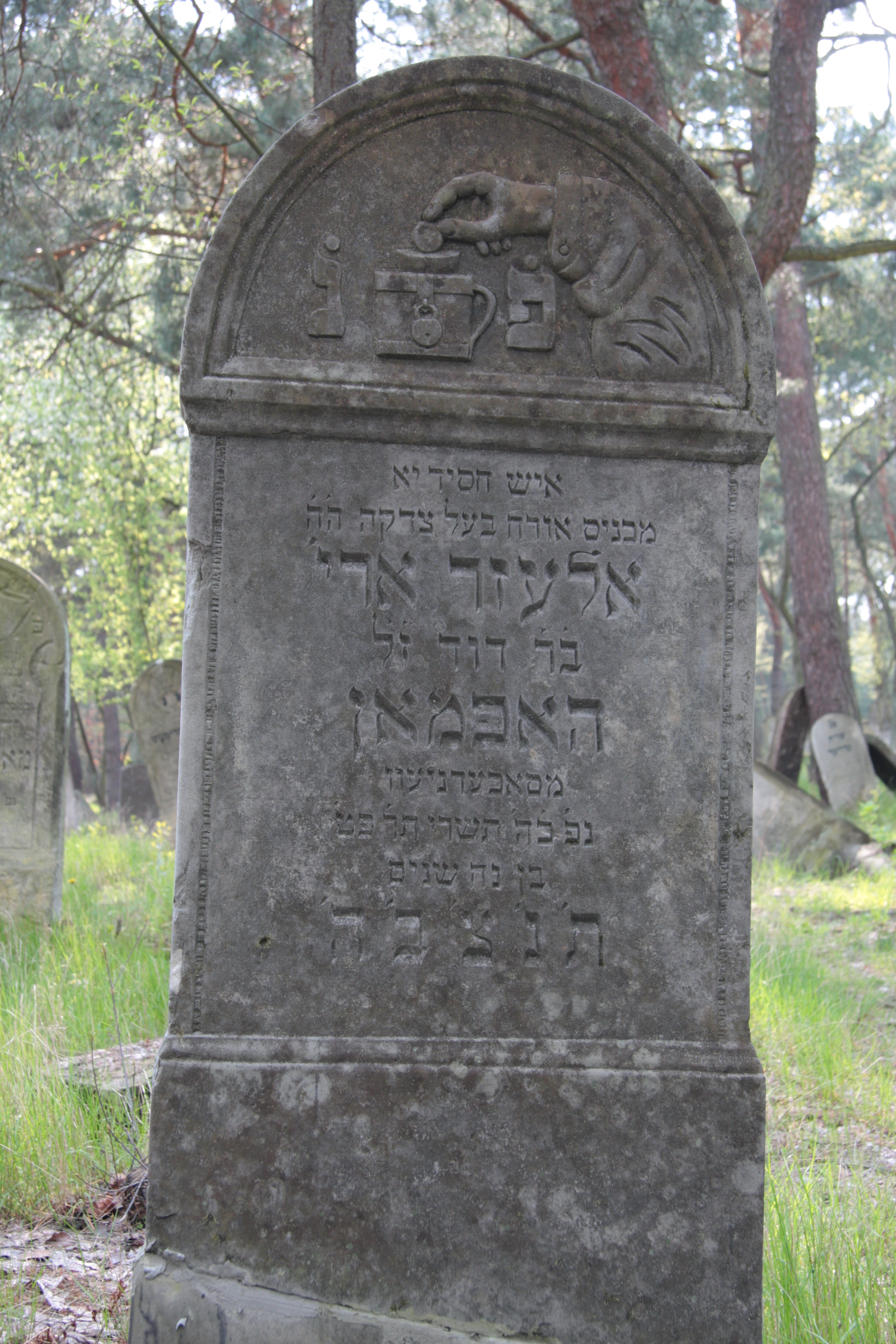
Cassetta Zedaqah scolpita su lapide ebraica. Cimitero ebreo di Otwock (Eliezer Ari).
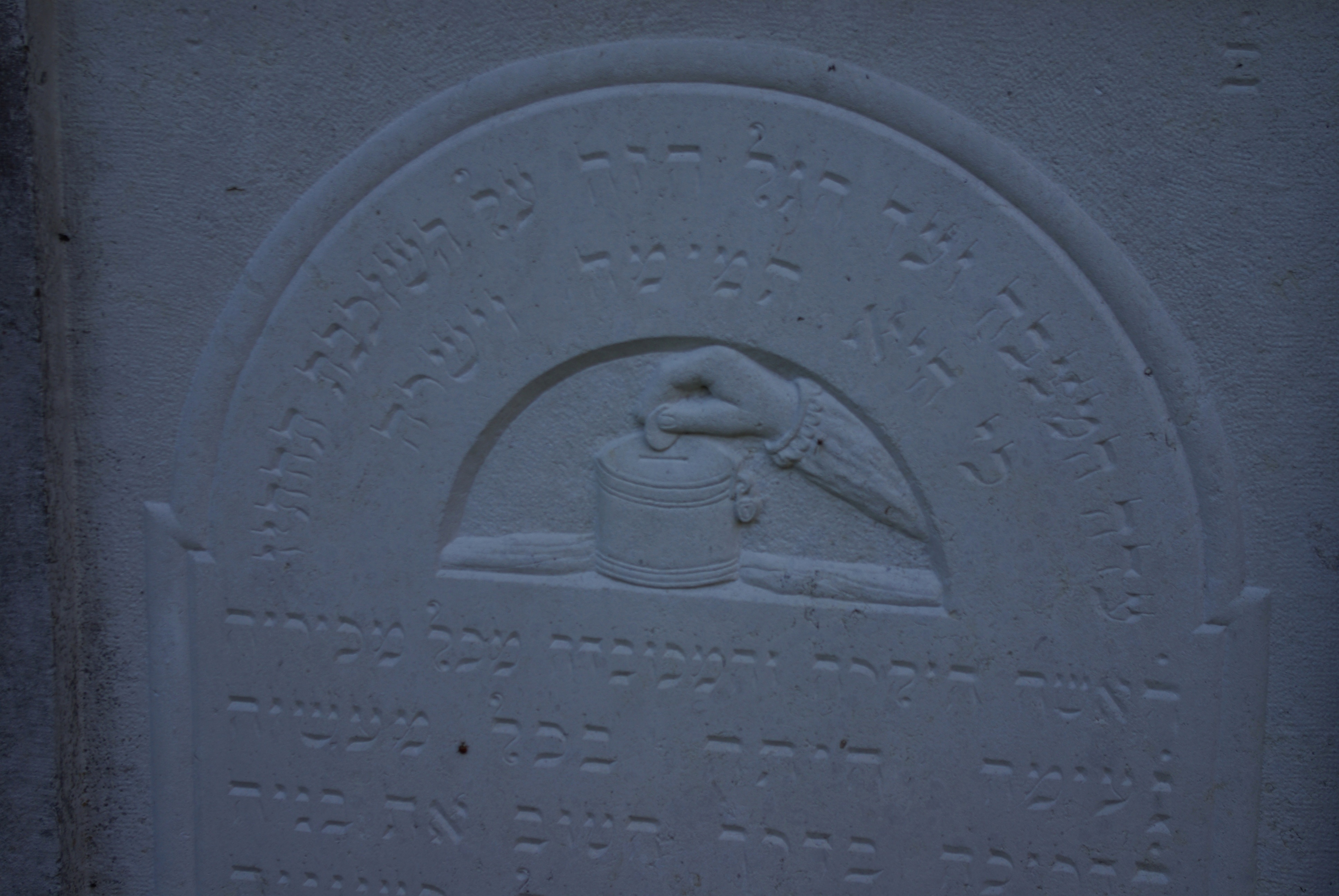
Cassetta Zedaqah scolpita su lapide ebraica. Cimitero ebreo a Pappenheim.
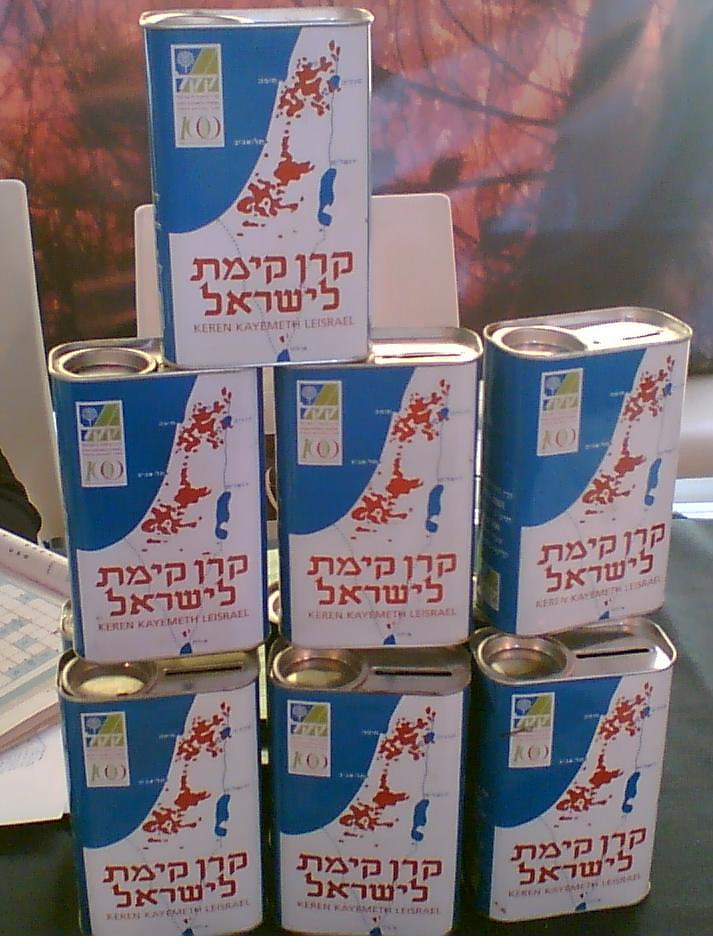
Cassette della raccolta FNE. La cassetta blu del Fondo Nazionale Ebraico serviva a raccogliere donazioni per il consolidamento dello Stato di Israele nei primi anni.
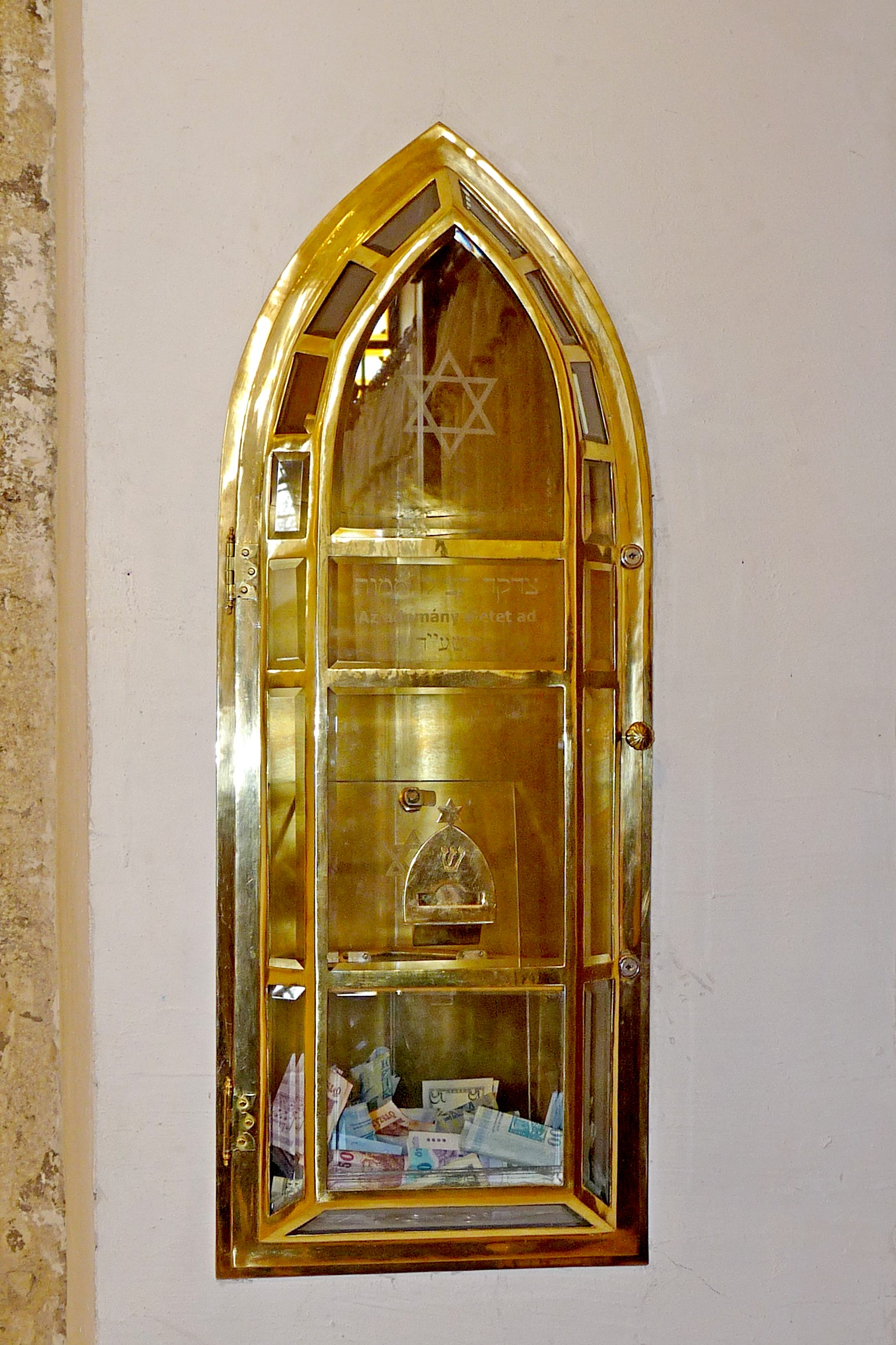
Nicchia Zedaqah per donazioni, interno della Sinagoga di Óbuda (Ungheria). L'iscrizione riporta: "L'offerta dà la vita".